# Tour dels Alps Marítims i del Var 2023
El Tour dels Alps Marítims i del Var 2023, 55a edició del Tour dels Alps Marítims i del Var, es disputà entre el 17 i el 19 de febrer de 2022 sobre un recorregut de 515 km repartits en tres etapes. La cursa formava part del calendari de l'UCI Europa Tour 2023, amb una categoria 2.1.
El vencedor final fou el francès Kévin Vauquelin (Arkéa-Samsic), que s'imposà per tan sols set segons a Aurélien Paret-Peintre (AG2R Citroën Team) i en deu a Neilson Powless (EF Education-EasyPost), segon i tercer respectivament.

## Equips
En aquesta edició hi prendran part 18 equips:
| WorldTeams (7)- AG2R Citroën Team - Arkéa-Samsic - Cofidis - Groupama-FDJ - Trek-Segafredo - EF Education-EasyPost - Team DSM ProTeams (4)- TotalEnergies - Uno-X Pro Cycling Team - Q36.5 Pro Cycling Team - Bingoal WB Equips continentals (7)- Lotto Dstny Development Team - Go Sport-Roubaix Lille Métropole - Saint Michel-Mavic-Auber 93 - Nice Métropole Côte d'Azur - CIC U Nantes Atlantique - Astana Qazaqstan Development Team - Leopard TOGT Pro Cycling |
| |

## Etapes
| Etapa    | Data      | Ciutats d'etapa           | type              | Distància (km) | Desnivell (m) | Vencedor de l'etapa    | Líder de la general |
| -------- | --------- | ------------------------- | ----------------- | -------------- | ------------- | ---------------------- | ------------------- |
| 1a etapa | 17 de feb | Sant Rafèu – Ramatuela    | etapa accidentada | 187            | 1.935 m       | Kévin Vauquelin        | Kévin Vauquelin     |
| 2a etapa | 18 de feb | Mandatluec – Antíbol      | etapa accidentada | 179            | 2.538 m       | Mattias Skjelmose      | Kévin Vauquelin     |
| 3a etapa | 19 de feb | Vilafranca de Mar – Vença | etapa accidentada | 139            | 2.413 m       | Aurélien Paret-Peintre | Kévin Vauquelin     |

### Etapa 1
| \| Classificació de l'etapa \| Classificació de l'etapa \| Classificació de l'etapa \| Classificació de l'etapa \| Classificació de l'etapa \| \| Corredor \| Corredor \| Equip \| Temps \| \| \| ------------------------ \| ------------------------ \| ------------------------ \| ------------------------ \| ------------------------ \| \| 1r \| Kévin Vauquelin \| Arkéa-Samsic \| 4h 23' 07" \| \| \| 2n \| Neilson Powless \| EF Education-EasyPost \| + 5" \| \| \| 3r \| Kevin Geniets \| Groupama-FDJ \| + 5" \| \| \| 4t \| Aurélien Paret-Peintre \| AG2R Citroën Team \| + 9" \| \| \| 5è \| Bryan Coquard \| Cofidis \| + 25" \| \| \| 6è \| Anthony Turgis \| TotalEnergies \| + 25" \| \| \| 7è \| Nacer Bouhanni \| Arkéa-Samsic \| + 25" \| \| \| 8è \| Anthony Perez \| Cofidis \| + 25" \| \| \| 9è \| Marco Tizza \| Bingoal WB \| + 25" \| \| \| 10è \| Clément Russo \| Arkéa-Samsic \| + 25" \| \| |                        |                       |            |
| |                        |                       |            |
| |                        |                       |            |
| Classificació de l'etapa |                        |                       |            |
| Corredor | Corredor               | Equip                 | Temps      |
| 1r | Kévin Vauquelin        | Arkéa-Samsic          | 4h 23' 07" |
| 2n | Neilson Powless        | EF Education-EasyPost | + 5"       |
| 3r | Kevin Geniets          | Groupama-FDJ          | + 5"       |
| 4t | Aurélien Paret-Peintre | AG2R Citroën Team     | + 9"       |
| 5è | Bryan Coquard          | Cofidis               | + 25"      |
| 6è | Anthony Turgis         | TotalEnergies         | + 25"      |
| 7è | Nacer Bouhanni         | Arkéa-Samsic          | + 25"      |
| 8è | Anthony Perez          | Cofidis               | + 25"      |
| 9è | Marco Tizza            | Bingoal WB            | + 25"      |
| 10è | Clément Russo          | Arkéa-Samsic          | + 25"      |

| \| Classificació general \| Classificació general \| Classificació general \| Classificació general \| Classificació general \| \| Corredor \| Corredor \| Equip \| Temps \| \| \| --------------------- \| ---------------------- \| --------------------- \| --------------------- \| --------------------- \| \| 1r \| Kévin Vauquelin \| Arkéa-Samsic \| 4h 22' 57" \| \| \| 2n \| Neilson Powless \| EF Education-EasyPost \| + 9" \| \| \| 3r \| Kevin Geniets \| Groupama-FDJ \| + 11" \| \| \| 4t \| Aurélien Paret-Peintre \| AG2R Citroën Team \| + 19" \| \| \| 5è \| Julien Bernard \| Trek-Segafredo \| + 31" \| \| \| 6è \| Bryan Coquard \| Cofidis \| + 35" \| \| \| 7è \| Anthony Turgis \| TotalEnergies \| + 35" \| \| \| 8è \| Nacer Bouhanni \| Arkéa-Samsic \| + 35" \| \| \| 9è \| Anthony Perez \| Cofidis \| + 35" \| \| \| 10è \| Marco Tizza \| Bingoal WB \| + 35" \| \| |                        |                       |            |
| |                        |                       |            |
| |                        |                       |            |
| Classificació general |                        |                       |            |
| Corredor | Corredor               | Equip                 | Temps      |
| 1r | Kévin Vauquelin        | Arkéa-Samsic          | 4h 22' 57" |
| 2n | Neilson Powless        | EF Education-EasyPost | + 9"       |
| 3r | Kevin Geniets          | Groupama-FDJ          | + 11"      |
| 4t | Aurélien Paret-Peintre | AG2R Citroën Team     | + 19"      |
| 5è | Julien Bernard         | Trek-Segafredo        | + 31"      |
| 6è | Bryan Coquard          | Cofidis               | + 35"      |
| 7è | Anthony Turgis         | TotalEnergies         | + 35"      |
| 8è | Nacer Bouhanni         | Arkéa-Samsic          | + 35"      |
| 9è | Anthony Perez          | Cofidis               | + 35"      |
| 10è | Marco Tizza            | Bingoal WB            | + 35"      |

### Etapa 2
| \| Classificació de l'etapa \| Classificació de l'etapa \| Classificació de l'etapa \| Classificació de l'etapa \| Classificació de l'etapa \| \| Corredor \| Corredor \| Equip \| Temps \| \| \| ------------------------ \| ------------------------ \| ------------------------ \| ------------------------ \| ------------------------ \| \| 1r \| Mattias Skjelmose \| Trek-Segafredo \| 4h 06' 20" \| \| \| 2n \| Neilson Powless \| EF Education-EasyPost \| + 0" \| \| \| 3r \| Kévin Vauquelin \| Arkéa-Samsic \| + 0" \| \| \| 4t \| Anthony Turgis \| TotalEnergies \| + 0" \| \| \| 5è \| Benjamin Thomas \| Cofidis \| + 0" \| \| \| 6è \| David Gaudu \| Groupama-FDJ \| + 0" \| \| \| 7è \| Clément Venturini \| AG2R Citroën Team \| + 0" \| \| \| 8è \| Samuel Watson \| Groupama-FDJ \| + 0" \| \| \| 9è \| Romain Bardet \| Team DSM \| + 0" \| \| \| 10è \| Andrea Piccolo \| EF Education-EasyPost \| + 0" \| \| |                   |                       |            |
| |                   |                       |            |
| |                   |                       |            |
| Classificació de l'etapa |                   |                       |            |
| Corredor | Corredor          | Equip                 | Temps      |
| 1r | Mattias Skjelmose | Trek-Segafredo        | 4h 06' 20" |
| 2n | Neilson Powless   | EF Education-EasyPost | + 0"       |
| 3r | Kévin Vauquelin   | Arkéa-Samsic          | + 0"       |
| 4t | Anthony Turgis    | TotalEnergies         | + 0"       |
| 5è | Benjamin Thomas   | Cofidis               | + 0"       |
| 6è | David Gaudu       | Groupama-FDJ          | + 0"       |
| 7è | Clément Venturini | AG2R Citroën Team     | + 0"       |
| 8è | Samuel Watson     | Groupama-FDJ          | + 0"       |
| 9è | Romain Bardet     | Team DSM              | + 0"       |
| 10è | Andrea Piccolo    | EF Education-EasyPost | + 0"       |

| \| Classificació general \| Classificació general \| Classificació general \| Classificació general \| Classificació general \| \| Corredor \| Corredor \| Equip \| Temps \| \| \| --------------------- \| ---------------------- \| --------------------- \| --------------------- \| --------------------- \| \| 1r \| Kévin Vauquelin \| Arkéa-Samsic \| 8h 29' 13" \| \| \| 2n \| Neilson Powless \| EF Education-EasyPost \| + 7" \| \| \| 3r \| Kevin Geniets \| Groupama-FDJ \| + 14" \| \| \| 4t \| Aurélien Paret-Peintre \| AG2R Citroën Team \| + 23" \| \| \| 5è \| Mattias Skjelmose \| Trek-Segafredo \| + 27" \| \| \| 6è \| Anthony Turgis \| TotalEnergies \| + 39" \| \| \| 7è \| Marco Tizza \| Bingoal WB \| + 39" \| \| \| 8è \| Romain Bardet \| Team DSM \| + 39" \| \| \| 9è \| Andrea Piccolo \| EF Education-EasyPost \| + 39" \| \| \| 10è \| Samuel Watson \| Groupama-FDJ \| + 39" \| \| |                        |                       |            |
| |                        |                       |            |
| |                        |                       |            |
| Classificació general |                        |                       |            |
| Corredor | Corredor               | Equip                 | Temps      |
| 1r | Kévin Vauquelin        | Arkéa-Samsic          | 8h 29' 13" |
| 2n | Neilson Powless        | EF Education-EasyPost | + 7"       |
| 3r | Kevin Geniets          | Groupama-FDJ          | + 14"      |
| 4t | Aurélien Paret-Peintre | AG2R Citroën Team     | + 23"      |
| 5è | Mattias Skjelmose      | Trek-Segafredo        | + 27"      |
| 6è | Anthony Turgis         | TotalEnergies         | + 39"      |
| 7è | Marco Tizza            | Bingoal WB            | + 39"      |
| 8è | Romain Bardet          | Team DSM              | + 39"      |
| 9è | Andrea Piccolo         | EF Education-EasyPost | + 39"      |
| 10è | Samuel Watson          | Groupama-FDJ          | + 39"      |

### Etapa 3
| \| Classificació de l'etapa \| Classificació de l'etapa \| Classificació de l'etapa \| Classificació de l'etapa \| Classificació de l'etapa \| \| Corredor \| Corredor \| Equip \| Temps \| \| \| ------------------------ \| ------------------------ \| ------------------------ \| ------------------------ \| ------------------------ \| \| 1r \| Aurélien Paret-Peintre \| AG2R Citroën Team \| 4h 08' 45" \| \| \| 2n \| Mattias Skjelmose \| Trek-Segafredo \| + 5" \| \| \| 3r \| Kévin Vauquelin \| Arkéa-Samsic \| + 5" \| \| \| 4t \| Romain Bardet \| Team DSM \| + 5" \| \| \| 5è \| Anthony Perez \| Cofidis \| + 5" \| \| \| 6è \| Kevin Geniets \| Groupama-FDJ \| + 5" \| \| \| 7è \| Mathias Bregnhøj \| Leopard TOGT Pro Cycling \| + 5" \| \| \| 8è \| Torstein Træen \| Uno-X Pro Cycling Team \| + 5" \| \| \| 9è \| Neilson Powless \| EF Education-EasyPost \| + 5" \| \| \| 10è \| Felix Gall \| AG2R Citroën Team \| + 5" \| \| |                        |                          |            |
| |                        |                          |            |
| |                        |                          |            |
| Classificació de l'etapa |                        |                          |            |
| Corredor | Corredor               | Equip                    | Temps      |
| 1r | Aurélien Paret-Peintre | AG2R Citroën Team        | 4h 08' 45" |
| 2n | Mattias Skjelmose      | Trek-Segafredo           | + 5"       |
| 3r | Kévin Vauquelin        | Arkéa-Samsic             | + 5"       |
| 4t | Romain Bardet          | Team DSM                 | + 5"       |
| 5è | Anthony Perez          | Cofidis                  | + 5"       |
| 6è | Kevin Geniets          | Groupama-FDJ             | + 5"       |
| 7è | Mathias Bregnhøj       | Leopard TOGT Pro Cycling | + 5"       |
| 8è | Torstein Træen         | Uno-X Pro Cycling Team   | + 5"       |
| 9è | Neilson Powless        | EF Education-EasyPost    | + 5"       |
| 10è | Felix Gall             | AG2R Citroën Team        | + 5"       |

## Classificacions finals

### Classificació general
| \| Classificació general \| Classificació general \| Classificació general \| Classificació general \| Classificació general \| \| Corredor \| Corredor \| Equip \| Temps \| \| \| --------------------- \| ---------------------- \| ---------------------- \| --------------------- \| --------------------- \| \| 1r \| Kévin Vauquelin \| Arkéa-Samsic \| 11h 37' 58" \| \| \| 2n \| Aurélien Paret-Peintre \| AG2R Citroën Team \| + 7" \| \| \| 3r \| Neilson Powless \| EF Education-EasyPost \| + 10" \| \| \| 4t \| Kevin Geniets \| Groupama-FDJ \| + 19" \| \| \| 5è \| Mattias Skjelmose \| Trek-Segafredo \| + 26" \| \| \| 6è \| Felix Gall \| AG2R Citroën Team \| + 42" \| \| \| 7è \| David Gaudu \| Groupama-FDJ \| + 43" \| \| \| 8è \| Romain Bardet \| Team DSM \| + 44" \| \| \| 9è \| Anthony Perez \| Cofidis \| + 44" \| \| \| 10è \| Torstein Træen \| Uno-X Pro Cycling Team \| + 44" \| \| |                        |                        |             |
| |                        |                        |             |
| Font: ProCyclingStats |                        |                        |             |
| Classificació general |                        |                        |             |
| Corredor | Corredor               | Equip                  | Temps       |
| 1r | Kévin Vauquelin        | Arkéa-Samsic           | 11h 37' 58" |
| 2n | Aurélien Paret-Peintre | AG2R Citroën Team      | + 7"        |
| 3r | Neilson Powless        | EF Education-EasyPost  | + 10"       |
| 4t | Kevin Geniets          | Groupama-FDJ           | + 19"       |
| 5è | Mattias Skjelmose      | Trek-Segafredo         | + 26"       |
| 6è | Felix Gall             | AG2R Citroën Team      | + 42"       |
| 7è | David Gaudu            | Groupama-FDJ           | + 43"       |
| 8è | Romain Bardet          | Team DSM               | + 44"       |
| 9è | Anthony Perez          | Cofidis                | + 44"       |
| 10è | Torstein Træen         | Uno-X Pro Cycling Team | + 44"       |

### Classificacions secundàries
| Classificació per punts | Classificació per punts    | Classificació per punts    | Classificació per punts | Classificació per punts |
| Corredor                | Corredor                   | Equip                      | Punts                   |                         |
| ----------------------- | -------------------------- | -------------------------- | ----------------------- | ----------------------- |
| 1r                      | Mattias Skjelmose          | Trek-Segafredo             | 30 pts                  |                         |
| 2n                      | Aurélien Paret-Peintre     | AG2R Citroën Team          | 24 pts                  |                         |
| 3r                      | Kévin Vauquelin            | Arkéa-Samsic               | 24 pts                  |                         |
| 4t                      | Neilson Powless            | EF Education-EasyPost      | 22 pts                  |                         |
| 5è                      | Jean-Louis Le Ny           | Nice Métropole Côte d'Azur | 10 pts                  |                         |
| 6è                      | Julien Bernard             | Trek-Segafredo             | 8 pts                   |                         |
| 7è                      | Bryan Coquard              | Cofidis                    | 6 pts                   |                         |
| 8è                      | Kevin Geniets              | Groupama-FDJ               | 6 pts                   |                         |
| 9è                      | Mads Østergaard Kristensen | Leopard TOGT Pro Cycling   | 6 pts                   |                         |
| 10è                     | Felix Gall                 | AG2R Citroën Team          | 4 pts                   |                         |

| Classificació per punts | Classificació per punts    | Classificació per punts    | Classificació per punts | Classificació per punts |
| Corredor                | Corredor                   | Equip                      | Punts                   |                         |
| ----------------------- | -------------------------- | -------------------------- | ----------------------- | ----------------------- |
| 1r                      | Mattias Skjelmose          | Trek-Segafredo             | 30 pts                  |                         |
| 2n                      | Aurélien Paret-Peintre     | AG2R Citroën Team          | 24 pts                  |                         |
| 3r                      | Kévin Vauquelin            | Arkéa-Samsic               | 24 pts                  |                         |
| 4t                      | Neilson Powless            | EF Education-EasyPost      | 22 pts                  |                         |
| 5è                      | Jean-Louis Le Ny           | Nice Métropole Côte d'Azur | 10 pts                  |                         |
| 6è                      | Julien Bernard             | Trek-Segafredo             | 8 pts                   |                         |
| 7è                      | Bryan Coquard              | Cofidis                    | 6 pts                   |                         |
| 8è                      | Kevin Geniets              | Groupama-FDJ               | 6 pts                   |                         |
| 9è                      | Mads Østergaard Kristensen | Leopard TOGT Pro Cycling   | 6 pts                   |                         |
| 10è                     | Felix Gall                 | AG2R Citroën Team          | 4 pts                   |                         |

| Classificació de la muntanya | Classificació de la muntanya | Classificació de la muntanya | Classificació de la muntanya | Classificació de la muntanya |
| Corredor                     | Corredor                     | Equip                        | Punts                        |                              |
| ---------------------------- | ---------------------------- | ---------------------------- | ---------------------------- | ---------------------------- |
| 1r                           | David Gaudu                  | Groupama-FDJ                 | 34 pts                       |                              |
| 2n                           | Romain Bardet                | Team DSM                     | 18 pts                       |                              |
| 3r                           | Romain Grégoire              | Groupama-FDJ                 | 16 pts                       |                              |
| 4t                           | Aurélien Paret-Peintre       | AG2R Citroën Team            | 16 pts                       |                              |
| 5è                           | Mathieu Burgaudeau           | TotalEnergies                | 12 pts                       |                              |
| 6è                           | Marco Brenner                | Team DSM                     | 12 pts                       |                              |
| 7è                           | Julien Bernard               | Trek-Segafredo               | 10 pts                       |                              |
| 8è                           | Hugh Carthy                  | EF Education-EasyPost        | 10 pts                       |                              |
| 9è                           | Alexander Cepeda             | EF Education-EasyPost        | 10 pts                       |                              |
| 10è                          | Victor Lafay                 | Cofidis                      | 8 pts                        |                              |

| Classificació de la muntanya | Classificació de la muntanya | Classificació de la muntanya | Classificació de la muntanya | Classificació de la muntanya |
| Corredor                     | Corredor                     | Equip                        | Punts                        |                              |
| ---------------------------- | ---------------------------- | ---------------------------- | ---------------------------- | ---------------------------- |
| 1r                           | David Gaudu                  | Groupama-FDJ                 | 34 pts                       |                              |
| 2n                           | Romain Bardet                | Team DSM                     | 18 pts                       |                              |
| 3r                           | Romain Grégoire              | Groupama-FDJ                 | 16 pts                       |                              |
| 4t                           | Aurélien Paret-Peintre       | AG2R Citroën Team            | 16 pts                       |                              |
| 5è                           | Mathieu Burgaudeau           | TotalEnergies                | 12 pts                       |                              |
| 6è                           | Marco Brenner                | Team DSM                     | 12 pts                       |                              |
| 7è                           | Julien Bernard               | Trek-Segafredo               | 10 pts                       |                              |
| 8è                           | Hugh Carthy                  | EF Education-EasyPost        | 10 pts                       |                              |
| 9è                           | Alexander Cepeda             | EF Education-EasyPost        | 10 pts                       |                              |
| 10è                          | Victor Lafay                 | Cofidis                      | 8 pts                        |                              |

| Classificació del millor jove | Classificació del millor jove | Classificació del millor jove     | Classificació del millor jove | Classificació del millor jove |
| Corredor                      | Corredor                      | Equip                             | Temps                         |                               |
| ----------------------------- | ----------------------------- | --------------------------------- | ----------------------------- | ----------------------------- |
| 1r                            | Kévin Vauquelin               | Arkéa-Samsic                      | 11h 37' 58"                   |                               |
| 2n                            | Mattias Skjelmose             | Trek-Segafredo                    | + 26"                         |                               |
| 3r                            | Romain Grégoire               | Groupama-FDJ                      | + 1' 29"                      |                               |
| 4t                            | Lennert Van Eetvelt           | Lotto Dstny                       | + 1' 29"                      |                               |
| 5è                            | Thomas Gachignard             | Saint Michel-Mavic-Auber 93       | + 1' 38"                      |                               |
| 6è                            | Max Poole                     | Team DSM                          | + 8' 30"                      |                               |
| 7è                            | Jordan Jegat                  | CIC U Nantes Atlantique           | + 10' 00"                     |                               |
| 8è                            | Harold Martín López           | Astana Qazaqstan Development Team | + 10' 00"                     |                               |
| 9è                            | Bastien Tronchon              | AG2R Citroën Team                 | + 11' 41"                     |                               |
| 10è                           | Martin Bugge Urianstad        | Uno-X Pro Cycling Team            | + 12' 24"                     |                               |

| Classificació del millor jove | Classificació del millor jove | Classificació del millor jove     | Classificació del millor jove | Classificació del millor jove |
| Corredor                      | Corredor                      | Equip                             | Temps                         |                               |
| ----------------------------- | ----------------------------- | --------------------------------- | ----------------------------- | ----------------------------- |
| 1r                            | Kévin Vauquelin               | Arkéa-Samsic                      | 11h 37' 58"                   |                               |
| 2n                            | Mattias Skjelmose             | Trek-Segafredo                    | + 26"                         |                               |
| 3r                            | Romain Grégoire               | Groupama-FDJ                      | + 1' 29"                      |                               |
| 4t                            | Lennert Van Eetvelt           | Lotto Dstny                       | + 1' 29"                      |                               |
| 5è                            | Thomas Gachignard             | Saint Michel-Mavic-Auber 93       | + 1' 38"                      |                               |
| 6è                            | Max Poole                     | Team DSM                          | + 8' 30"                      |                               |
| 7è                            | Jordan Jegat                  | CIC U Nantes Atlantique           | + 10' 00"                     |                               |
| 8è                            | Harold Martín López           | Astana Qazaqstan Development Team | + 10' 00"                     |                               |
| 9è                            | Bastien Tronchon              | AG2R Citroën Team                 | + 11' 41"                     |                               |
| 10è                           | Martin Bugge Urianstad        | Uno-X Pro Cycling Team            | + 12' 24"                     |                               |

| Classificació per equips | Classificació per equips | Classificació per equips | Classificació per equips |
| Equip                    | Equip                    | Temps                    |                          |
| ------------------------ | ------------------------ | ------------------------ | ------------------------ |
| 1r                       | Groupama-FDJ             | 34h 55' 49"              |                          |
| 2n                       | AG2R Citroën Team        | + 50"                    |                          |
| 3r                       | Trek-Segafredo           | + 2' 55"                 |                          |
| 4t                       | EF Education-EasyPost    | + 7' 25"                 |                          |
| 5è                       | Cofidis                  | + 9' 29"                 |                          |

| Classificació per equips | Classificació per equips | Classificació per equips | Classificació per equips |
| Equip                    | Equip                    | Temps                    |                          |
| ------------------------ | ------------------------ | ------------------------ | ------------------------ |
| 1r                       | Groupama-FDJ             | 34h 55' 49"              |                          |
| 2n                       | AG2R Citroën Team        | + 50"                    |                          |
| 3r                       | Trek-Segafredo           | + 2' 55"                 |                          |
| 4t                       | EF Education-EasyPost    | + 7' 25"                 |                          |
| 5è                       | Cofidis                  | + 9' 29"                 |                          |

## Evolució de les classificacions
| Etapa                  | Vencedor                 | Classificació general | Classificació per punts  | Classificació de la muntanya | Classificació dels joves | Classificació per equips |
| ---------------------- | ------------------------ | --------------------- | ------------------------ | ---------------------------- | ------------------------ | ------------------------ |
| 1                      | Kévin Vauquelin          | Kévin Vauquelin       | Kévin Vauquelin          | Julien Bernard               | Kévin Vauquelin          | Arkéa-Samsic             |
| 2                      | Mattias Skjelmose Jensen | Kévin Vauquelin       | Mattias Skjelmose Jensen | Mathieu Burgaudeau           | Kévin Vauquelin          | Groupama-FDJ             |
| 3                      | Aurélien Paret-Peintre   | Kévin Vauquelin       | Mattias Skjelmose Jensen | David Gaudu                  | Kévin Vauquelin          | Groupama-FDJ             |
| Classificacions finals | Classificacions finals   | Kévin Vauquelin       | Mattias Skjelmose Jensen | David Gaudu                  | Kévin Vauquelin          | Groupama-FDJ             |

## Llista des participants
| Arkéa-Samsic ARK | Arkéa-Samsic ARK          | Arkéa-Samsic ARK |
| ---------------- | ------------------------- | ---------------- |
| Núm              | Ciclista                  | Pos              |
| 1                | Clément Russo (FRA)       | 79è              |
| 2                | Nacer Bouhanni (FRA)      | 78è              |
| 3                | Kévin Vauquelin (FRA)     | 1r               |
| 4                | Clément Champoussin (FRA) | 26è              |
| 5                | Donavan Grondin (FRA)     | 89è              |
| 6                | Maxime Bouet (FRA)        | 45è              |
| 7                | Alessandro Verre (ITA)    | 68è              |

| Groupama-FDJ GFC | Groupama-FDJ GFC      | Groupama-FDJ GFC |
| ---------------- | --------------------- | ---------------- |
| Núm              | Ciclista              | Pos              |
| 11               | David Gaudu (FRA)     | 7è               |
| 12               | Kevin Geniets (LUX)   | 4t               |
| 13               | Romain Grégoire (FRA) | 17è              |
| 14               | Rudy Molard (FRA)     | 12è              |
| 15               | Quentin Pacher (FRA)  | 35è              |
| 16               | Thibaut Pinot (FRA)   | 14è              |
| 17               | Samuel Watson (GBR)   | 56è              |

| Cofidis COF | Cofidis COF              | Cofidis COF |
| ----------- | ------------------------ | ----------- |
| Núm         | Ciclista                 | Pos         |
| 21          | Benjamin Thomas (FRA)    | 32è         |
| 22          | Bryan Coquard (FRA)      | 33è         |
| 23          | Piet Allegaert (BEL)     | 61è         |
| 24          | Davide Cimolai (ITA)     | 60è         |
| 25          | Alexandre Delettre (FRA) | 69è         |
| 26          | Victor Lafay (FRA)       | 13è         |
| 27          | Anthony Perez (FRA)      | 9è          |

| Trek-Segafredo TFS | Trek-Segafredo TFS      | Trek-Segafredo TFS |
| ------------------ | ----------------------- | ------------------ |
| Núm                | Ciclista                | Pos                |
| 31                 | Toms Skujiņš (LAT)      | 25è                |
| 32                 | Julien Bernard (FRA)    | 24è                |
| 33                 | Dario Cataldo (ITA)     | 51è                |
| 34                 | Kenny Elissonde (FRA)   | 21è                |
| 35                 | Alex Kirsch (LUX)       |                    |
| 36                 | Mattias Skjelmose (DEN) | 5è                 |

| AG2R Citroën Team ACT | AG2R Citroën Team ACT        | AG2R Citroën Team ACT |
| --------------------- | ---------------------------- | --------------------- |
| Núm                   | Ciclista                     | Pos                   |
| 41                    | Franck Bonnamour (FRA)       | DNF-2                 |
| 42                    | Mikaël Cherel (FRA)          | 23è                   |
| 43                    | Felix Gall (AUT)             | 6è                    |
| 44                    | Aurélien Paret-Peintre (FRA) | 2n                    |
| 45                    | Pierre Gautherat (FRA)       | 59è                   |
| 46                    | Bastien Tronchon (FRA)       | 42è                   |
| 47                    | Clément Venturini (FRA)      | 29è                   |

| EF Education-EasyPost EFE | EF Education-EasyPost EFE     | EF Education-EasyPost EFE |
| ------------------------- | ----------------------------- | ------------------------- |
| Núm                       | Ciclista                      | Pos                       |
| 51                        | Esteban Chaves Rubio (COL)    | 28è                       |
| 52                        | Jonathan Caicedo Cepeda (ECU) | 52è                       |
| 53                        | Hugh Carthy (GBR)             | 15è                       |
| 54                        | Jefferson Cepeda (ECU)        | 47è                       |
| 55                        | Andrea Piccolo (ITA)          |                           |
| 56                        | Neilson Powless (USA)         | 3r                        |
| 57                        | James Shaw (GBR)              | 46è                       |

| Team DSM DSM | Team DSM DSM             | Team DSM DSM |
| ------------ | ------------------------ | ------------ |
| Núm          | Ciclista                 | Pos          |
| 61           | Romain Bardet (FRA)      | 8è           |
| 62           | Marco Brenner (GER)      | 66è          |
| 63           | Leon Heinschke (GER)     | 91è          |
| 64           | Lorenzo Milesi (ITA)     |              |
| 65           | Max Poole (GBR)          | 27è          |
| 66           | Florian Stork (GER)      |              |
| 67           | Henri Vandenabeele (BEL) | 55è          |

| Lotto Dstny Development Team LDD | Lotto Dstny Development Team LDD | Lotto Dstny Development Team LDD |
| -------------------------------- | -------------------------------- | -------------------------------- |
| Núm                              | Ciclista                         | Pos                              |
| 71                               | Lennert Van Eetvelt (BEL)        | 18è                              |
| 72                               | Ramses Debruyne (BEL)            | 50è                              |
| 73                               | Joshua Giddings (GBR)            |                                  |
| 74                               | Alec Segaert (BEL)               |                                  |
| 75                               | Jarne Van De Paar (BEL)          |                                  |
| 76                               | Lorenz Van De Wynkele (BEL)      |                                  |
| 77                               | Jago Willems (BEL)               | 64è                              |

| TotalEnergies TEN | TotalEnergies TEN        | TotalEnergies TEN |
| ----------------- | ------------------------ | ----------------- |
| Núm               | Ciclista                 | Pos               |
| 81                | Mathieu Burgaudeau (FRA) | 39è               |
| 82                | Fabien Doubey (FRA)      | 19è               |
| 83                | Sandy Dujardin (FRA)     | 79è               |
| 84                | Valentin Ferron (FRA)    | 31è               |
| 85                | Julien Simon (FRA)       | 34è               |
| 86                | Anthony Turgis (FRA)     |                   |
| 87                | Alexis Vuillermoz (FRA)  | 30è               |

| Uno-X Pro Cycling Team UXT | Uno-X Pro Cycling Team UXT       | Uno-X Pro Cycling Team UXT |
| -------------------------- | -------------------------------- | -------------------------- |
| Núm                        | Ciclista                         | Pos                        |
| 91                         | Jonas Gregaard Wilsly (DEN)      | 22è                        |
| 92                         | Idar Andersen (NOR)              |                            |
| 93                         | Jacob Hindsgaul Madsen (DEN)     | 88è                        |
| 94                         | Ådne Holter (NOR)                | 70è                        |
| 95                         | Anders Halland Johannessen (NOR) |                            |
| 96                         | Torstein Træen (NOR)             | 10è                        |
| 97                         | Martin Bugge Urianstad (NOR)     | 43è                        |

| Q36.5 Pro Cycling Team Q36 | Q36.5 Pro Cycling Team Q36 | Q36.5 Pro Cycling Team Q36 |
| -------------------------- | -------------------------- | -------------------------- |
| Núm                        | Ciclista                   | Pos                        |
| 101                        | Negasi Abreha (ETH)        |                            |
| 102                        | Alessandro Fedeli (ITA)    | 57è                        |
| 103                        | Cyrus Monk (AUS)           | 81è                        |
| 104                        | Kamil Małecki (POL)        | 63è                        |
| 105                        | Tom Devriendt (BEL)        |                            |
| 106                        | Tobias Ludvigsson (SWE)    | 40è                        |
| 107                        | Matteo Moschetti (ITA)     | 80è                        |

| Bingoal WB BWB | Bingoal WB BWB            | Bingoal WB BWB |
| -------------- | ------------------------- | -------------- |
| Núm            | Ciclista                  | Pos            |
| 111            | Alexis Guérin (FRA)       | 58è            |
| 112            | Julian Mertens (BEL)      | 48è            |
| 113            | Rémy Mertz (BEL)          | 37è            |
| 114            | Dimitri Peyskens (BEL)    | 65è            |
| 115            | Marco Tizza (ITA)         | 16è            |
| 116            | Aaron Van der Beken (BEL) | 62è            |
| 117            | Nathan Vandepitte (FRA)   | 96è            |

| Go Sport-Roubaix Lille Métropole GRL | Go Sport-Roubaix Lille Métropole GRL | Go Sport-Roubaix Lille Métropole GRL |
| ------------------------------------ | ------------------------------------ | ------------------------------------ |
| Núm                                  | Ciclista                             | Pos                                  |
| 121                                  | Célestin Guillon (FRA)               | DNF-2                                |
| 122                                  | Maxime Jarnet (FRA)                  | 54è                                  |
| 123                                  | Maximilien Juillard (FRA)            | 53è                                  |
| 124                                  | Samuel Leroux (FRA)                  | 85è                                  |
| 125                                  | Tom Mainguenaud (FRA)                | 74è                                  |
| 126                                  | Kenny Molly (BEL)                    | DNF-2                                |

| Saint Michel-Mavic-Auber 93 AUB | Saint Michel-Mavic-Auber 93 AUB | Saint Michel-Mavic-Auber 93 AUB |
| ------------------------------- | ------------------------------- | ------------------------------- |
| Núm                             | Ciclista                        | Pos                             |
| 131                             | Rudy Barbier (FRA)              |                                 |
| 132                             | Romain Cardis (FRA)             | 41è                             |
| 133                             | Nicolas Debeaumarché (FRA)      |                                 |
| 134                             | Théo Delacroix (FRA)            | DNF-2                           |
| 135                             | Joris Delbove (FRA)             |                                 |
| 136                             | Anthony Maldonado (FRA)         |                                 |
| 137                             | Flavien Maurelet (FRA)          |                                 |

| Leopard TOGT Pro Cycling LTP | Leopard TOGT Pro Cycling LTP     | Leopard TOGT Pro Cycling LTP |
| ---------------------------- | -------------------------------- | ---------------------------- |
| Núm                          | Ciclista                         | Pos                          |
| 141                          | Mathias Bregnhøj (DEN)           | 11è                          |
| 142                          | Oliver Knudsen (DEN)             | 87è                          |
| 143                          | Andreas Stokbro (DEN)            | 49è                          |
| 144                          | Mads Østergaard Kristensen (DEN) | 98è                          |
| 145                          | Emil Nygaard Vinjebo (DEN)       |                              |
| 146                          | Cedric Pries (LUX)               | 97è                          |
| 147                          | Colin Heiderscheid (LUX)         | 95è                          |

| Astana Qazaqstan Development Team AQD | Astana Qazaqstan Development Team AQD | Astana Qazaqstan Development Team AQD |
| ------------------------------------- | ------------------------------------- | ------------------------------------- |
| Núm                                   | Ciclista                              | Pos                                   |
| 151                                   | Nicolas Vinokourov (KAZ)              | 92è                                   |
| 152                                   | Harold Martín López (ECU)             | 38è                                   |
| 153                                   | Alexander Winokurow (KAZ)             | 99è                                   |
| 154                                   | Ievgueni Guiditx (KAZ)                | 93è                                   |
| 155                                   | Daniil Pronskiy (KAZ)                 | 73è                                   |
| 156                                   | Andrey Remkhe (KAZ)                   | 82è                                   |
| 157                                   | Andrei Zeits (KAZ)                    | 86è                                   |

| CIC U Nantes Atlantique UCN | CIC U Nantes Atlantique UCN | CIC U Nantes Atlantique UCN |
| --------------------------- | --------------------------- | --------------------------- |
| Núm                         | Ciclista                    | Pos                         |
| 161                         | Jordan Jegat (FRA)          | 36è                         |
| 162                         | Yaël Joalland (FRA)         | 77è                         |
| 163                         | Léo Danès (FRA)             |                             |
| 164                         | Maël Guégan (FRA)           | 84è                         |
| 165                         | Robin Plamondon (CAN)       | 44è                         |
| 166                         | Lucas Bourgoyne (USA)       |                             |
| 167                         | Emmanuel Morin (FRA)        |                             |

| Nice Métropole Côte d'Azur NMC | Nice Métropole Côte d'Azur NMC | Nice Métropole Côte d'Azur NMC |
| ------------------------------ | ------------------------------ | ------------------------------ |
| Núm                            | Ciclista                       | Pos                            |
| 171                            | Jonathan Couanon (FRA)         | 71è                            |
| 172                            | Tristan Delacroix (FRA)        | 2n                             |
| 173                            | Damien Girard (FRA)            | 83è                            |
| 174                            | Jean Goubert (FRA)             | 76è                            |
| 175                            | Jean-Louis Le Ny (FRA)         | 72è                            |
| 176                            | Andrea Mifsud                  |                                |
| 177                            | Maxime Urruty (FRA)            | 75è                            |

| Arkéa-Samsic ARK | Arkéa-Samsic ARK          | Arkéa-Samsic ARK |
| ---------------- | ------------------------- | ---------------- |
| Núm              | Ciclista                  | Pos              |
| 1                | Clément Russo (FRA)       | 79è              |
| 2                | Nacer Bouhanni (FRA)      | 78è              |
| 3                | Kévin Vauquelin (FRA)     | 1r               |
| 4                | Clément Champoussin (FRA) | 26è              |
| 5                | Donavan Grondin (FRA)     | 89è              |
| 6                | Maxime Bouet (FRA)        | 45è              |
| 7                | Alessandro Verre (ITA)    | 68è              |

| Groupama-FDJ GFC | Groupama-FDJ GFC      | Groupama-FDJ GFC |
| ---------------- | --------------------- | ---------------- |
| Núm              | Ciclista              | Pos              |
| 11               | David Gaudu (FRA)     | 7è               |
| 12               | Kevin Geniets (LUX)   | 4t               |
| 13               | Romain Grégoire (FRA) | 17è              |
| 14               | Rudy Molard (FRA)     | 12è              |
| 15               | Quentin Pacher (FRA)  | 35è              |
| 16               | Thibaut Pinot (FRA)   | 14è              |
| 17               | Samuel Watson (GBR)   | 56è              |

| Cofidis COF | Cofidis COF              | Cofidis COF |
| ----------- | ------------------------ | ----------- |
| Núm         | Ciclista                 | Pos         |
| 21          | Benjamin Thomas (FRA)    | 32è         |
| 22          | Bryan Coquard (FRA)      | 33è         |
| 23          | Piet Allegaert (BEL)     | 61è         |
| 24          | Davide Cimolai (ITA)     | 60è         |
| 25          | Alexandre Delettre (FRA) | 69è         |
| 26          | Victor Lafay (FRA)       | 13è         |
| 27          | Anthony Perez (FRA)      | 9è          |

| Trek-Segafredo TFS | Trek-Segafredo TFS      | Trek-Segafredo TFS |
| ------------------ | ----------------------- | ------------------ |
| Núm                | Ciclista                | Pos                |
| 31                 | Toms Skujiņš (LAT)      | 25è                |
| 32                 | Julien Bernard (FRA)    | 24è                |
| 33                 | Dario Cataldo (ITA)     | 51è                |
| 34                 | Kenny Elissonde (FRA)   | 21è                |
| 35                 | Alex Kirsch (LUX)       |                    |
| 36                 | Mattias Skjelmose (DEN) | 5è                 |

| AG2R Citroën Team ACT | AG2R Citroën Team ACT        | AG2R Citroën Team ACT |
| --------------------- | ---------------------------- | --------------------- |
| Núm                   | Ciclista                     | Pos                   |
| 41                    | Franck Bonnamour (FRA)       | DNF-2                 |
| 42                    | Mikaël Cherel (FRA)          | 23è                   |
| 43                    | Felix Gall (AUT)             | 6è                    |
| 44                    | Aurélien Paret-Peintre (FRA) | 2n                    |
| 45                    | Pierre Gautherat (FRA)       | 59è                   |
| 46                    | Bastien Tronchon (FRA)       | 42è                   |
| 47                    | Clément Venturini (FRA)      | 29è                   |

| EF Education-EasyPost EFE | EF Education-EasyPost EFE     | EF Education-EasyPost EFE |
| ------------------------- | ----------------------------- | ------------------------- |
| Núm                       | Ciclista                      | Pos                       |
| 51                        | Esteban Chaves Rubio (COL)    | 28è                       |
| 52                        | Jonathan Caicedo Cepeda (ECU) | 52è                       |
| 53                        | Hugh Carthy (GBR)             | 15è                       |
| 54                        | Jefferson Cepeda (ECU)        | 47è                       |
| 55                        | Andrea Piccolo (ITA)          |                           |
| 56                        | Neilson Powless (USA)         | 3r                        |
| 57                        | James Shaw (GBR)              | 46è                       |

| Team DSM DSM | Team DSM DSM             | Team DSM DSM |
| ------------ | ------------------------ | ------------ |
| Núm          | Ciclista                 | Pos          |
| 61           | Romain Bardet (FRA)      | 8è           |
| 62           | Marco Brenner (GER)      | 66è          |
| 63           | Leon Heinschke (GER)     | 91è          |
| 64           | Lorenzo Milesi (ITA)     |              |
| 65           | Max Poole (GBR)          | 27è          |
| 66           | Florian Stork (GER)      |              |
| 67           | Henri Vandenabeele (BEL) | 55è          |

| Lotto Dstny Development Team LDD | Lotto Dstny Development Team LDD | Lotto Dstny Development Team LDD |
| -------------------------------- | -------------------------------- | -------------------------------- |
| Núm                              | Ciclista                         | Pos                              |
| 71                               | Lennert Van Eetvelt (BEL)        | 18è                              |
| 72                               | Ramses Debruyne (BEL)            | 50è                              |
| 73                               | Joshua Giddings (GBR)            |                                  |
| 74                               | Alec Segaert (BEL)               |                                  |
| 75                               | Jarne Van De Paar (BEL)          |                                  |
| 76                               | Lorenz Van De Wynkele (BEL)      |                                  |
| 77                               | Jago Willems (BEL)               | 64è                              |

| TotalEnergies TEN | TotalEnergies TEN        | TotalEnergies TEN |
| ----------------- | ------------------------ | ----------------- |
| Núm               | Ciclista                 | Pos               |
| 81                | Mathieu Burgaudeau (FRA) | 39è               |
| 82                | Fabien Doubey (FRA)      | 19è               |
| 83                | Sandy Dujardin (FRA)     | 79è               |
| 84                | Valentin Ferron (FRA)    | 31è               |
| 85                | Julien Simon (FRA)       | 34è               |
| 86                | Anthony Turgis (FRA)     |                   |
| 87                | Alexis Vuillermoz (FRA)  | 30è               |

| Uno-X Pro Cycling Team UXT | Uno-X Pro Cycling Team UXT       | Uno-X Pro Cycling Team UXT |
| -------------------------- | -------------------------------- | -------------------------- |
| Núm                        | Ciclista                         | Pos                        |
| 91                         | Jonas Gregaard Wilsly (DEN)      | 22è                        |
| 92                         | Idar Andersen (NOR)              |                            |
| 93                         | Jacob Hindsgaul Madsen (DEN)     | 88è                        |
| 94                         | Ådne Holter (NOR)                | 70è                        |
| 95                         | Anders Halland Johannessen (NOR) |                            |
| 96                         | Torstein Træen (NOR)             | 10è                        |
| 97                         | Martin Bugge Urianstad (NOR)     | 43è                        |

| Q36.5 Pro Cycling Team Q36 | Q36.5 Pro Cycling Team Q36 | Q36.5 Pro Cycling Team Q36 |
| -------------------------- | -------------------------- | -------------------------- |
| Núm                        | Ciclista                   | Pos                        |
| 101                        | Negasi Abreha (ETH)        |                            |
| 102                        | Alessandro Fedeli (ITA)    | 57è                        |
| 103                        | Cyrus Monk (AUS)           | 81è                        |
| 104                        | Kamil Małecki (POL)        | 63è                        |
| 105                        | Tom Devriendt (BEL)        |                            |
| 106                        | Tobias Ludvigsson (SWE)    | 40è                        |
| 107                        | Matteo Moschetti (ITA)     | 80è                        |

| Bingoal WB BWB | Bingoal WB BWB            | Bingoal WB BWB |
| -------------- | ------------------------- | -------------- |
| Núm            | Ciclista                  | Pos            |
| 111            | Alexis Guérin (FRA)       | 58è            |
| 112            | Julian Mertens (BEL)      | 48è            |
| 113            | Rémy Mertz (BEL)          | 37è            |
| 114            | Dimitri Peyskens (BEL)    | 65è            |
| 115            | Marco Tizza (ITA)         | 16è            |
| 116            | Aaron Van der Beken (BEL) | 62è            |
| 117            | Nathan Vandepitte (FRA)   | 96è            |

| Go Sport-Roubaix Lille Métropole GRL | Go Sport-Roubaix Lille Métropole GRL | Go Sport-Roubaix Lille Métropole GRL |
| ------------------------------------ | ------------------------------------ | ------------------------------------ |
| Núm                                  | Ciclista                             | Pos                                  |
| 121                                  | Célestin Guillon (FRA)               | DNF-2                                |
| 122                                  | Maxime Jarnet (FRA)                  | 54è                                  |
| 123                                  | Maximilien Juillard (FRA)            | 53è                                  |
| 124                                  | Samuel Leroux (FRA)                  | 85è                                  |
| 125                                  | Tom Mainguenaud (FRA)                | 74è                                  |
| 126                                  | Kenny Molly (BEL)                    | DNF-2                                |

| Saint Michel-Mavic-Auber 93 AUB | Saint Michel-Mavic-Auber 93 AUB | Saint Michel-Mavic-Auber 93 AUB |
| ------------------------------- | ------------------------------- | ------------------------------- |
| Núm                             | Ciclista                        | Pos                             |
| 131                             | Rudy Barbier (FRA)              |                                 |
| 132                             | Romain Cardis (FRA)             | 41è                             |
| 133                             | Nicolas Debeaumarché (FRA)      |                                 |
| 134                             | Théo Delacroix (FRA)            | DNF-2                           |
| 135                             | Joris Delbove (FRA)             |                                 |
| 136                             | Anthony Maldonado (FRA)         |                                 |
| 137                             | Flavien Maurelet (FRA)          |                                 |

| Leopard TOGT Pro Cycling LTP | Leopard TOGT Pro Cycling LTP     | Leopard TOGT Pro Cycling LTP |
| ---------------------------- | -------------------------------- | ---------------------------- |
| Núm                          | Ciclista                         | Pos                          |
| 141                          | Mathias Bregnhøj (DEN)           | 11è                          |
| 142                          | Oliver Knudsen (DEN)             | 87è                          |
| 143                          | Andreas Stokbro (DEN)            | 49è                          |
| 144                          | Mads Østergaard Kristensen (DEN) | 98è                          |
| 145                          | Emil Nygaard Vinjebo (DEN)       |                              |
| 146                          | Cedric Pries (LUX)               | 97è                          |
| 147                          | Colin Heiderscheid (LUX)         | 95è                          |

| Astana Qazaqstan Development Team AQD | Astana Qazaqstan Development Team AQD | Astana Qazaqstan Development Team AQD |
| ------------------------------------- | ------------------------------------- | ------------------------------------- |
| Núm                                   | Ciclista                              | Pos                                   |
| 151                                   | Nicolas Vinokourov (KAZ)              | 92è                                   |
| 152                                   | Harold Martín López (ECU)             | 38è                                   |
| 153                                   | Alexander Winokurow (KAZ)             | 99è                                   |
| 154                                   | Ievgueni Guiditx (KAZ)                | 93è                                   |
| 155                                   | Daniil Pronskiy (KAZ)                 | 73è                                   |
| 156                                   | Andrey Remkhe (KAZ)                   | 82è                                   |
| 157                                   | Andrei Zeits (KAZ)                    | 86è                                   |

| CIC U Nantes Atlantique UCN | CIC U Nantes Atlantique UCN | CIC U Nantes Atlantique UCN |
| --------------------------- | --------------------------- | --------------------------- |
| Núm                         | Ciclista                    | Pos                         |
| 161                         | Jordan Jegat (FRA)          | 36è                         |
| 162                         | Yaël Joalland (FRA)         | 77è                         |
| 163                         | Léo Danès (FRA)             |                             |
| 164                         | Maël Guégan (FRA)           | 84è                         |
| 165                         | Robin Plamondon (CAN)       | 44è                         |
| 166                         | Lucas Bourgoyne (USA)       |                             |
| 167                         | Emmanuel Morin (FRA)        |                             |

| Nice Métropole Côte d'Azur NMC | Nice Métropole Côte d'Azur NMC | Nice Métropole Côte d'Azur NMC |
| ------------------------------ | ------------------------------ | ------------------------------ |
| Núm                            | Ciclista                       | Pos                            |
| 171                            | Jonathan Couanon (FRA)         | 71è                            |
| 172                            | Tristan Delacroix (FRA)        | 2n                             |
| 173                            | Damien Girard (FRA)            | 83è                            |
| 174                            | Jean Goubert (FRA)             | 76è                            |
| 175                            | Jean-Louis Le Ny (FRA)         | 72è                            |
| 176                            | Andrea Mifsud                  |                                |
| 177                            | Maxime Urruty (FRA)            | 75è                            |